# Бюлейст
Бю́лейст (или Би́лейст, др.-сканд. Býleistr, в других манускриптах Би́лейпт, др.-сканд. Býleiptr) — в скандинавской мифологии великан (ётун), брат Локи.

## Этимология
Býleistr в древнескандинавском языке происходит, скорее всего, от слов bylr («порыв ветра», «буря») и leiptr («молния») и может означать «сверкающий в шторме» либо «успокаивающий молнию». По мнению британского филолога Бенджамина Торпа происхождение этого мифологического имени могло быть связано с сочетанием слов «поселение» и «опустошать». В ещё одной версии первой частью является bý («пчела»), отсюда альтернативный перевод как «бродящий среди пчёл» (которые могут выступать здесь в качестве метафоры). Англоязычный медиевист Джон Линдоу также считает малопродуктивными попытки связать этимологию этого имени с каким-то метеорологическим явлением.

## Бюлейст в письменных источниках
В «Старшей Эдде» Бюлейст упоминается дважды: в строфе 51 «Прорицания вёльвы» и в строфе 40 «Песни о Хюндле», в которых говорится, что Локи является братом Бюлейста.
В «Видении Гюльви» (глава 33) и в «Языке поэзии», входящих в состав «Младшей Эдды», её автор Снорри Стурлусон называет братьев Бюлейста (Локи, Хельблинди) и их родителей (Фарбаути, Лаувейя).
В написанном в IX веке «Перечне Инглингов» употреблён кеннинг «дочь брата Бюлейста» со значением «отправиться к Хель», то есть «умереть» (Хель — дочь Локи, повелительница мира мёртвых). Причём использование этого описания в скальдической поэзии не единично.

## Интерпретации и мнения
По версии норвежского лингвиста Софуса Бугге Бюлейст не кто иной, как глава библейских демонов Вельзевул (а Локи при этом должен был соответствовать Люциферу). Основанием для такого предположения (отвергнутого более поздними исследованиями) являлись сходность звучания и предположительные значения их имён: каким-то образом лингвистически связанного с пчёлами Бюлейста и «повелителя мух» Вельзевула. Немецкий исследователь Скандинавии и фольклорист Ойген Могк
представлял Бюлейста и вовсе как одно из проявлений Локи, его негативную сторону. А его соотечественник филолог Карл Вайнхольд, также опираясь на значение имён, отождествлял Бюлейста с Кари (сыном Форньота, персонификацией ветра) и приписывал ему господство над ветрами. В другом исследовании проводятся параллели между Локи (и его братьями) и персонажем карело-финской мифологии Лоухи (и её детьми).
Большее распространение получило мнение, согласно которому Бюлейст — всего лишь одно из имён (эпитетов) верховного бога Одина, являющегося таким образом братом (либо побратимом) Локи. Поскольку Хельблинди в «Речах Гримнира» — хейти (синоним) Одина, то всё это наводит на размышления о сопоставимости триад Один-Лодур-Хёнир и Хельблинди-Локи-Бюлейст.
В целом же — из-за отсутствия дополнительных и альтернативных источников — значение и роль Бюлейста в скандинавской мифологии невозможно определить, хотя его неоднократное упоминание в эддических текстах (хотя не более, чем только имени) вряд ли можно считать беспричинным.
В неоязыческом движении Асатру Бюлейст — штормовой ётун — считается порождением урагана, под которым подразумевается Фарбаути (представление, заимствованное у шведского писателя и историка культуры Виктора Рюдберга).